# 使徒的生活の会
使徒的生活の会（しとてきせいかつのかい、ラテン語: societas vitae apostolicae）は、カトリック教会の会の種類のひとつ。修道会に類似するが、教会法の上では修道会や在俗会のような奉献生活の会とは区別され、修道誓願を立てないものをいう。
宣教会も使徒的生活の会であって、教会の公的権威によって派遣され、宣教を行うために集まり、兄弟的な共同生活をいとなみ、愛の完成をめざす、主として司祭の会をいう。

## 歴史
使徒的生活の会の先駆者としては12-13世紀のネーデルラントやライン地方の女性信徒によるベギン会がある。ベギン運動では貞潔・清貧・従順の福音的勧告のうち貞潔は守られたが、清貧は守られず、参加者は財産を放棄しなかった。また共通の規則があるわけでもなかったが、敬虔な生活を送った。
使徒的生活の会は16世紀から17世紀にかけて発達した。代表的なものにフィリッポ・ネリによって1575年にローマで設立されたオラトリオ会、ヴァンサン・ド・ポールとルイーズ・ド・マリヤックによって1633年に設立されたヴィンセンシオ・ア・パウロの愛徳姉妹会がある。とくに愛徳姉妹会は在俗の娘を会員とするまったく新しい共同体であり、終身誓願をもたず、1年間の有期誓願を毎年更新する方式で貧者と病人に対して奉仕した。